# NGC 3572
NGC 3572 är en öppen stjärnhop i kölen.